# Première circonscription de Saône-et-Loire
La première circonscription de Saône-et-Loire est l'une des cinq circonscriptions législatives françaises que compte le département de Saône-et-Loire (71) situé en région Bourgogne-Franche-Comté.

## Description géographique et démographique

### De 1958 à 1986
La première circonscription de Saône-et-Loire était composée de :
- canton de La Chapelle-de-Guinchay
- canton de Cluny
- canton de Cuiseaux
- canton de Cuisery
- canton de Lugny
- canton de Mâcon-Nord
- canton de Mâcon-Sud
- canton de Matour
- canton de Montpont-en-Bresse
- canton de Saint-Gengoux-le-National
- canton de Tournus
- canton de Tramayes

Source : Journal Officiel du 14-15 Octobre 1958.

### Depuis 1988
La première circonscription de Saône-et-Loire a été initialement délimitée par le découpage électoral de la loi no 86-1197 du 24 novembre 1986
. Elle regroupait les divisions administratives suivantes :
- Canton de La Chapelle-de-Guinchay
- Canton de Cluny
- Canton de Lugny
- Canton de Mâcon-Centre
- Canton de Mâcon-Nord
- Canton de Mâcon-Sud
- Canton de Matour
- Canton de Tramayes.

Elle a été peu modifiée par le Redécoupage des circonscriptions législatives françaises de 2010 puisque seul le canton de Saint-Gengoux-le-National, prélevé sur la 4e circonscription, lui a été rajouté.
D'après le recensement général de la population en 1999, réalisé par l'Institut national de la statistique et des études économiques (INSEE), la population totale de cette circonscription dans sa configuration de 1986 était estimée à 90950 habitants,.
Dans sa nouvelle configuration, elle est la plus surreprésentée des cinq circonscriptions de Saône-et-Loire avec 100 313 habitants pour une représentativité théorique par circonscription étant de 115 278 habitants.

## Historique des députations
| Législature | Début de mandat | Fin de mandat  | Parti                                                                                    | Parti | Député            | Observations |
| ----------- | --------------- | -------------- | ---------------------------------------------------------------------------------------- | ----- | ----------------- | --- |
| Ire         | 9 décembre 1958 | 9 octobre 1962 |                                                                                          | CNIP  | Pierre Mariotte   | Mandat écourté à la suite d'une dissolution parlementaire décidée par Charles de Gaulle. |
| IIe         | 6 décembre 1962 | 2 avril 1967   |                                                                                          | SFIO  | Louis Escande     | |
| IIIe        | 3 avril 1967    | 30 mai 1968    | Mandat écourté à la suite d'une dissolution parlementaire décidée par Charles de Gaulle. | SFIO  | Louis Escande     | |
| IVe         | 11 juillet 1968 | 1er avril 1973 |                                                                                          | FNRI  | Romain Buffet     | Suppléant de Philippe Malaud, il devient député à la suite de la nomination de celui-ci dans les gouvernements Couve de Murville, Chaban-Delmas et Messmer.                                                                                        |
| Ve          | 2 avril 1973    | 2 avril 1978   |                                                                                          | FNRI  | Romain Buffet     | Suppléant de Philippe Malaud, il devient député à la suite de la nomination de celui-ci dans les gouvernements Couve de Murville, Chaban-Delmas et Messmer.                                                                                        |
| VIe         | 3 avril 1978    | 22 mai 1981    |                                                                                          | UDF   | Philippe Malaud   | Mandat écourté à la suite d'une dissolution parlementaire décidée par François Mitterrand. |
| VIIe        | 2 juillet 1981  | 1er avril 1986 |                                                                                          | PS    | Jean-Pierre Worms | |
| VIIIe       | 2 avril 1986    | 14 mai 1988    |                                                                                          | PS    | Jean-Pierre Worms | |
| IXe         | 23 juin 1988    | 1er avril 1993 |                                                                                          | PS    | Jean-Pierre Worms | |
| Xe          | 2 avril 1993    | 21 avril 1997  |                                                                                          | UDF   | Gérard Voisin     | Mandat écourté à la suite d'une dissolution parlementaire décidée par Jacques Chirac. |
| XIe         | 12 juin 1997    | 18 juin 2002   |                                                                                          | UDF   | Gérard Voisin     | |
| XIIe        | 19 juin 2002    | 19 juin 2007   |                                                                                          | UMP   | Gérard Voisin     | |
| XIIIe       | 20 juin 2007    | 19 juin 2012   |                                                                                          | UMP   | Gérard Voisin     | |
| XIVe        | 20 juin 2012    | 20 juin 2017   |                                                                                          | PS    | Thomas Thévenoud  | Nommé Secrétaire d'État chargé du Commerce extérieur, de la Promotion du tourisme et des Français de l'étranger au sein du gouvernement Manuel Valls II, il démissionne neuf jours plus tard à cause d'un « problème de conformité » avec le fisc. |
| XVe         | 21 juin 2017    | 21 juin 2022   |                                                                                          | RE    | Benjamin Dirx     | |
| XVIème      | 22 juin 2022    | 22 juin 2027   | Mandat écourté à la suite d'une dissolution parlementaire décidée par Emmanuel Macron.   | RE    | Benjamin Dirx     | |
| XVIIème     | 8 juillet 2024  | En cours       |                                                                                          | RE    | Benjamin Dirx     | |

## Historique des élections

### Élections de 1958
| Candidat       | Candidat            | Parti          | Premier tour | Premier tour | Second tour | Second tour |  |
| Candidat       | Candidat            | Parti          | Voix         | %            | Voix        | %           |  |
| -------------- | ------------------- | -------------- | ------------ | ------------ | ----------- | ----------- |  |
|                | Pierre Mariotte élu | CNIP           | 10 777       | 23,92        | 19 009      | 41,24       |  |
|                | Louis Escande       | SFIO           | 10 177       | 22,59        | 12 024      | 26,09       |  |
|                | Henri Desvaux       | PCF            | 8 432        | 18,71        | 8 818       | 19,13       |  |
|                | André Sidobre       | Radsoc         | 6 717        | 14,91        | 6 241       | 13,54       |  |
|                | Raymond Barrault    | UNR            | 6 591        | 14,63        | Retrait     | Retrait     |  |
|                | Marcel Pocachard    | UFF            | 1 524        | 3,38         |             |             |  |
|                | André Gien          | UFD            | 837          | 1,86         |             |             |  |
|                |                     |                |              |              |             |             |  |
| Inscrits       | Inscrits            | Inscrits       | 67 987       | 100,00       | 67 978      | 100,00      |  |
| Abstentions    | Abstentions         | Abstentions    | 22 239       | 32,71        | 21 261      | 31,28       |  |
| Votants        | Votants             | Votants        | 45 748       | 67,29        | 46 717      | 68,72       |  |
| Blancs et nuls | Blancs et nuls      | Blancs et nuls | 693          | 1,51         | 625         | 1,34        |  |
| Exprimés       | Exprimés            | Exprimés       | 45 055       | 98,49        | 46 092      | 98,66       |  |

Romain Buffet, viticulteur, conseiller général, maire de Bissy-sous-Uxelles était le suppléant de Pierre Mariotte.

### Élections de 1962
| Candidat       | Candidat                | Parti          | Premier tour | Premier tour | Second tour | Second tour |  |
| Candidat       | Candidat                | Parti          | Voix         | %            | Voix        | %           |  |
| -------------- | ----------------------- | -------------- | ------------ | ------------ | ----------- | ----------- |  |
|                | Pierre Mariotte sortant | CNIP           | 15 088       | 41,09        | 19 609      | 48,54       |  |
|                | Louis Escande élu       | SFIO           | 11 355       | 30,92        | 20 791      | 51,46       |  |
|                | Henri Desvaux           | PCF            | 9 439        | 25,71        | Retrait     | Retrait     |  |
|                | Francis Catherin        | UFF            | 838          | 2,28         |             |             |  |
|                |                         |                |              |              |             |             |  |
| Inscrits       | Inscrits                | Inscrits       | 67 705       | 100,00       | 67 702      | 100,00      |  |
| Abstentions    | Abstentions             | Abstentions    | 29 089       | 42,96        | 25 966      | 38,35       |  |
| Votants        | Votants                 | Votants        | 38 616       | 57,04        | 41 736      | 61,65       |  |
| Blancs et nuls | Blancs et nuls          | Blancs et nuls | 1 896        | 4,91         | 1 336       | 3,2         |  |
| Exprimés       | Exprimés                | Exprimés       | 36 720       | 95,09        | 40 400      | 96,8        |  |

Paul Dailly, viticulteur, maire d'Igé, était le suppléant de Louis Escande.

### Élections de 1967
| Candidat       | Candidat                    | Parti          | Premier tour | Premier tour | Second tour | Second tour |  |
| Candidat       | Candidat                    | Parti          | Voix         | %            | Voix        | %           |  |
| -------------- | --------------------------- | -------------- | ------------ | ------------ | ----------- | ----------- |  |
|                | Philippe Malaud             | UD-Ve          | 19 848       | 41,12        | 23 720      | 47,01       |  |
|                | Louis Escande sortant réélu | FGDS (SFIO)    | 16 992       | 35,2         | 26 736      | 52,99       |  |
|                | Eugène Cureau               | PCF            | 11 433       | 23,68        | Retrait     | Retrait     |  |
|                |                             |                |              |              |             |             |  |
| Inscrits       | Inscrits                    | Inscrits       | 68 642       | 100,00       | 68 628      | 100,00      |  |
| Abstentions    | Abstentions                 | Abstentions    | 19 102       | 27,83        | 17 203      | 25,07       |  |
| Votants        | Votants                     | Votants        | 49 540       | 72,17        | 51 425      | 74,93       |  |
| Blancs et nuls | Blancs et nuls              | Blancs et nuls | 1 267        | 2,56         | 969         | 1,88        |  |
| Exprimés       | Exprimés                    | Exprimés       | 48 273       | 97,44        | 50 456      | 98,12       |  |

Paul Bailly était le suppléant de Louis Escande.

### Élections de 1968
| Candidat       | Candidat              | Parti          | Premier tour | Premier tour | Second tour | Second tour |  |
| Candidat       | Candidat              | Parti          | Voix         | %            | Voix        | %           |  |
| -------------- | --------------------- | -------------- | ------------ | ------------ | ----------- | ----------- |  |
|                | Philippe Malaud élu   | RI (URP)       | 24 577       | 49,51        | 28 872      | 56,44       |  |
|                | Louis Escande sortant | FGDS (SFIO)    | 13 582       | 27,36        | 22 286      | 43,56       |  |
|                | Eugène Cureau         | PCF            | 9 097        | 18,33        | Retrait     | Retrait     |  |
|                | Jean Chatelet         | PSU            | 2 385        | 4,8          |             |             |  |
|                |                       |                |              |              |             |             |  |
| Inscrits       | Inscrits              | Inscrits       | 68 430       | 100,00       | 68 420      | 100,00      |  |
| Abstentions    | Abstentions           | Abstentions    | 18 056       | 26,39        | 16 490      | 24,1        |  |
| Votants        | Votants               | Votants        | 50 374       | 73,61        | 51 930      | 75,9        |  |
| Blancs et nuls | Blancs et nuls        | Blancs et nuls | 733          | 1,46         | 772         | 1,49        |  |
| Exprimés       | Exprimés              | Exprimés       | 49 641       | 98,54        | 51 158      | 98,51       |  |

À la suite de la nomination de Philippe Malaud au gouvernement Couve de Murville, son suppléant, Romain Buffet le remplace du 13 août 1968 au 1er avril 1973.

### Élections de 1973
|                | Philippe Malaud sortant réélu | RI (URP)       | 27 390 | 52,49  |  |  |  |
|                | Jean-Pierre Worms             | PS (UGSD)      | 12 294 | 23,56  |  |  |  |
|                | Eugène Cureau                 | PCF            | 9 733  | 18,65  |  |  |  |
|                | Jacqueline Noirard            | PSU            | 1 687  | 3,23   |  |  |  |
|                | Bruno Delannoy                | LCR            | 1 076  | 2,06   |  |  |  |
|                |                               |                |        |        |  |  |  |
| Inscrits       | Inscrits                      | Inscrits       | 71 410 | 100,00 |  |  |  |
| Abstentions    | Abstentions                   | Abstentions    | 17 819 | 24,95  |  |  |  |
| Votants        | Votants                       | Votants        | 53 591 | 75,05  |  |  |  |
| Blancs et nuls | Blancs et nuls                | Blancs et nuls | 1 411  | 2,63   |  |  |  |
| Exprimés       | Exprimés                      | Exprimés       | 52 180 | 97,37  |  |  |  |

Le suppléant de Philippe Malaud était Romain Buffet. Romain Buffet remplaça Philippe Malaud, nommé membre du gouvernement, du 6 mai 1973 au 2 avril 1978.

### Élections de 1978
| Candidat       | Candidat                      | Parti          | Premier tour | Premier tour | Second tour | Second tour |  |
| Candidat       | Candidat                      | Parti          | Voix         | %            | Voix        | %           |  |
| -------------- | ----------------------------- | -------------- | ------------ | ------------ | ----------- | ----------- |  |
|                | Philippe Malaud sortant réélu | CNIP           | 24 200       | 38,77        | 34 488      | 52,55       |  |
|                | Jean-Pierre Worms             | PS             | 16 562       | 26,54        | 31 135      | 47,45       |  |
|                | Maurice Perdrix               | PCF            | 10 979       | 17,59        | Retrait     | Retrait     |  |
|                | André Lapras                  | Divers droite  | 7 189        | 11,52        |             |             |  |
|                | Georgette Beschet             | PSD            | 1 322        | 2,12         |             |             |  |
|                | Yves Andreu                   | LO             | 1 188        | 1,9          |             |             |  |
|                | Bernard Vincenti              | MDD            | 975          | 1,56         |             |             |  |
|                |                               |                |              |              |             |             |  |
| Inscrits       | Inscrits                      | Inscrits       | 80 184       | 100,00       | 80 181      | 100,00      |  |
| Abstentions    | Abstentions                   | Abstentions    | 16 492       | 20,57        | 13 426      | 16,74       |  |
| Votants        | Votants                       | Votants        | 63 692       | 79,43        | 66 755      | 83,26       |  |
| Blancs et nuls | Blancs et nuls                | Blancs et nuls | 1 277        | 2            | 1 132       | 1,7         |  |
| Exprimés       | Exprimés                      | Exprimés       | 62 415       | 98           | 65 623      | 98,3        |  |

Le suppléant de Philippe Malaud était Gérard Voisin, garagiste, adjoint au maire de Charnay-lès-Mâcon.

### Élections de 1981
| Candidat       | Candidat                | Parti          | Premier tour | Premier tour | Second tour | Second tour |  |
| Candidat       | Candidat                | Parti          | Voix         | %            | Voix        | %           |  |
| -------------- | ----------------------- | -------------- | ------------ | ------------ | ----------- | ----------- |  |
|                | Philippe Malaud sortant | CNIP (UNM)     | 25 070       | 46,26        | 29 383      | 47,73       |  |
|                | Jean-Pierre Worms élu   | PS             | 21 763       | 40,16        | 32 177      | 52,27       |  |
|                | Maurice Perdrix         | PCF            | 6 141        | 11,33        |             |             |  |
|                | André Comte             | PSU            | 1 215        | 2,24         |             |             |  |
|                |                         |                |              |              |             |             |  |
| Inscrits       | Inscrits                | Inscrits       | 82 552       | 100,00       | 82 547      | 100,00      |  |
| Abstentions    | Abstentions             | Abstentions    | 27 710       | 33,57        | 20 243      | 24,52       |  |
| Votants        | Votants                 | Votants        | 54 842       | 66,43        | 62 304      | 75,48       |  |
| Blancs et nuls | Blancs et nuls          | Blancs et nuls | 653          | 1,19         | 744         | 1,19        |  |
| Exprimés       | Exprimés                | Exprimés       | 54 189       | 98,81        | 61 560      | 98,81       |  |

Le suppléant de Jean-Pierre Worms était Roger Gautheron, Vice-Président du Conseil général, maire de Tournus.

### Élections de 1988
| Candidat       | Candidat                        | Parti          | Premier tour | Premier tour | Second tour | Second tour |  |
| Candidat       | Candidat                        | Parti          | Voix         | %            | Voix        | %           |  |
| -------------- | ------------------------------- | -------------- | ------------ | ------------ | ----------- | ----------- |  |
|                | Jean-Pierre Worms sortant réélu | PS             | 14 243       | 39,55        | 20 937      | 50,29       |  |
|                | Roger Couturier sortant         | RPR (URC)      | 7 826        | 21,73        | 20 699      | 49,71       |  |
|                | Gérard Voisin                   | UDF (PR)       | 7 718        | 21,43        | Retrait     | Retrait     |  |
|                | Philippe Malaud                 | Divers droite  | 3 836        | 10,65        |             |             |  |
|                | Chantal Bathias                 | PCF            | 2 314        | 6,43         |             |             |  |
|                | Jean Duvernay                   | Extrême droite | 75           | 0,21         |             |             |  |
|                |                                 |                |              |              |             |             |  |
| Inscrits       | Inscrits                        | Inscrits       | 60 639       | 100,00       | 60 617      | 100,00      |  |
| Abstentions    | Abstentions                     | Abstentions    | 23 985       | 39,55        | 18 124      | 29,9        |  |
| Votants        | Votants                         | Votants        | 36 654       | 60,45        | 42 493      | 70,1        |  |
| Blancs et nuls | Blancs et nuls                  | Blancs et nuls | 642          | 1,75         | 857         | 2,02        |  |
| Exprimés       | Exprimés                        | Exprimés       | 36 012       | 98,25        | 41 636      | 97,98       |  |

Le suppléant de Jean-Pierre Worms était Paul Dargaud, directeur de société.

### Élections de 1993
| Candidat       | Candidat           | Parti          | Premier tour | Premier tour | Second tour | Second tour |  |
| Candidat       | Candidat           | Parti          | Voix         | %            | Voix        | %           |  |
| -------------- | ------------------ | -------------- | ------------ | ------------ | ----------- | ----------- |  |
|                | Gérard Voisin élu  | UDF (PR)       | 11 023       | 29,03        | 18 462      | 100,00      |  |
|                | Roger Couturier    | RPR            | 10 250       | 26,99        | Retrait     | Retrait     |  |
|                | Hervé Joubert      | PS (ADFP)      | 6 149        | 16,19        |             |             |  |
|                | Maurice Martin     | FN             | 3 638        | 9,58         |             |             |  |
|                | Olivier Pagès      | Les Verts (EÉ) | 2 985        | 7,86         |             |             |  |
|                | Chantal Bathias    | PCF            | 2 703        | 7,12         |             |             |  |
|                | Anne-Marie Peulson | LT-LNÉ         | 1 015        | 2,67         |             |             |  |
|                | Alain Piat         | UDI            | 207          | 0,55         |             |             |  |
|                |                    |                |              |              |             |             |  |
| Inscrits       | Inscrits           | Inscrits       | 60 999       | 100,00       | 60 992      | 100,00      |  |
| Abstentions    | Abstentions        | Abstentions    | 20 568       | 33,72        | 34 622      | 56,76       |  |
| Votants        | Votants            | Votants        | 40 431       | 66,28        | 26 370      | 43,24       |  |
| Blancs et nuls | Blancs et nuls     | Blancs et nuls | 2 461        | 6,09         | 7 908       | 29,99       |  |
| Exprimés       | Exprimés           | Exprimés       | 37 970       | 93,91        | 18 462      | 70,01       |  |

Le suppléant de Gérard Voisin était Robert Rolland, ingénieur, conseiller général, maire de Cluny.

### Élections de 1997
| Candidat       | Candidat                    | Parti             | Premier tour | Premier tour | Second tour | Second tour |  |
| Candidat       | Candidat                    | Parti             | Voix         | %            | Voix        | %           |  |
| -------------- | --------------------------- | ----------------- | ------------ | ------------ | ----------- | ----------- |  |
|                | Gérard Voisin sortant réélu | UDF (PR)          | 14 529       | 38,99        | 22 588      | 56,44       |  |
|                | Michel-Antoine Rognard      | PS                | 9 133        | 24,51        | 17 431      | 43,56       |  |
|                | Maurice Martin              | FN                | 5 105        | 13,7         |             |             |  |
|                | Chantal Bathias             | PCF               | 2 615        | 7,02         |             |             |  |
|                | Jean-Pierre Bonnin          | Divers écologiste | 2 224        | 5,97         |             |             |  |
|                | Nathalie Denne              | GÉ                | 1 384        | 3,71         |             |             |  |
|                | René Boudier                | LO                | 918          | 2,46         |             |             |  |
|                | Jérôme Caltran              | US4J              | 742          | 1,99         |             |             |  |
|                | Françoise Mitterrand        | IR                | 614          | 1,65         |             |             |  |
|                |                             |                   |              |              |             |             |  |
| Inscrits       | Inscrits                    | Inscrits          | 60 384       | 100,00       | 60 376      | 100,00      |  |
| Abstentions    | Abstentions                 | Abstentions       | 20 529       | 34           | 17 456      | 28,91       |  |
| Votants        | Votants                     | Votants           | 39 855       | 66           | 42 920      | 71,09       |  |
| Blancs et nuls | Blancs et nuls              | Blancs et nuls    | 2 591        | 6,5          | 2 901       | 6,76        |  |
| Exprimés       | Exprimés                    | Exprimés          | 37 264       | 93,5         | 40 019      | 93,24       |  |

Le suppléant de Gérard Voisin était Robert Rolland, conseiller général UDF du canton de Cluny.

### Élections de 2002
|                | Gérard Voisin sortant réélu | UMP            | 19 824 | 50,67  |  |  |  |
|                | Yves Pagnotte               | Divers gauche  | 6 807  | 17,4   |  |  |  |
|                | Maurice Martin              | FN             | 4 014  | 10,26  |  |  |  |
|                | Laurent Develay             | Les Verts      | 3 788  | 9,68   |  |  |  |
|                | Chantal Bathias             | PCF            | 1 351  | 3,45   |  |  |  |
|                | Jean-François Jézéquel      | LCR            | 858    | 2,19   |  |  |  |
|                | Lucia Breuillard            | Divers         | 494    | 1,26   |  |  |  |
|                | Claude Martini              | LT-LNÉ         | 465    | 1,19   |  |  |  |
|                | Annie Bellasi               | Divers droite  | 451    | 1,15   |  |  |  |
|                | Marie-Odile Demangelle      | LO             | 400    | 1,02   |  |  |  |
|                | Pierre Henry                | MNR            | 356    | 0,91   |  |  |  |
|                | Gilbert Froidevaux          | MÉI            | 241    | 0,62   |  |  |  |
|                | Bernard Schminke            | Divers         | 58     | 0,15   |  |  |  |
|                | Renée Berthelier            | Divers         | 14     | 0,04   |  |  |  |
|                |                             |                |        |        |  |  |  |
| Inscrits       | Inscrits                    | Inscrits       | 63 263 | 100,00 |  |  |  |
| Abstentions    | Abstentions                 | Abstentions    | 23 230 | 36,72  |  |  |  |
| Votants        | Votants                     | Votants        | 40 033 | 63,28  |  |  |  |
| Blancs et nuls | Blancs et nuls              | Blancs et nuls | 912    | 2,28   |  |  |  |
| Exprimés       | Exprimés                    | Exprimés       | 39 121 | 97,72  |  |  |  |

Le suppléant de Gérard Voisin était Robert Rolland.

### Élections de 2007
| Candidat       | Candidat                    | Parti          | Premier tour | Premier tour | Second tour | Second tour |  |
| Candidat       | Candidat                    | Parti          | Voix         | %            | Voix        | %           |  |
| -------------- | --------------------------- | -------------- | ------------ | ------------ | ----------- | ----------- |  |
|                | Gérard Voisin sortant réélu | UMP            | 18 819       | 47,63        | 21 374      | 55,54       |  |
|                | Nicole Eschmann             | PS             | 10 676       | 27,02        | 17 112      | 44,46       |  |
|                | Christophe Juvanon          | UDF–MoDem      | 4 308        | 10,9         |             |             |  |
|                | Christophe Besset           | FN             | 1 566        | 3,96         |             |             |  |
|                | Jean-François Jezequel      | LCR            | 1 066        | 2,7          |             |             |  |
|                | Jean-Michel Peyraud         | Les Verts      | 1 020        | 2,58         |             |             |  |
|                | Olivier Taviot              | PCF            | 907          | 2,3          |             |             |  |
|                | Gilbert Froidevaux          | MÉI            | 431          | 1,09         |             |             |  |
|                | Georges Arthaud             | MPF            | 410          | 1,04         |             |             |  |
|                | Marie-Odile Demangelle      | LO             | 308          | 0,78         |             |             |  |
|                | Mauricette Venet            | Divers         | 3            | 0,01         |             |             |  |
|                |                             |                |              |              |             |             |  |
| Inscrits       | Inscrits                    | Inscrits       | 67 442       | 100,00       | 67 423      | 100,00      |  |
| Abstentions    | Abstentions                 | Abstentions    | 27 247       | 40,4         | 27 846      | 41,3        |  |
| Votants        | Votants                     | Votants        | 40 195       | 59,6         | 39 577      | 58,7        |  |
| Blancs et nuls | Blancs et nuls              | Blancs et nuls | 681          | 1,69         | 1 091       | 2,76        |  |
| Exprimés       | Exprimés                    | Exprimés       | 39 514       | 98,31        | 38 486      | 97,24       |  |

### Élections de 2012
| Candidat       | Candidat              | Parti          | Premier tour | Premier tour | Second tour | Second tour |  |
| Candidat       | Candidat              | Parti          | Voix         | %            | Voix        | %           |  |
| -------------- | --------------------- | -------------- | ------------ | ------------ | ----------- | ----------- |  |
|                | Thomas Thévenoud élu  | PS             | 15 316       | 36,32        | 21 525      | 54,13       |  |
|                | Gérard Voisin sortant | UMP (PRV)      | 9 354        | 22,18        | 18 244      | 45,87       |  |
|                | Christine Robin       | NC (diss. UMP) | 6 902        | 16,37        |             |             |  |
|                | Evelyne Jurain        | RBM (FN)       | 5 000        | 11,86        |             |             |  |
|                | Nicole Eschmann       | EÉLV           | 1 951        | 4,63         |             |             |  |
|                | Jacquy Lièvre         | FG (PG) (PCF)  | 1 910        | 4,53         |             |             |  |
|                | Sophie Micollet       | CpF (MoDem)    | 994          | 2,36         |             |             |  |
|                | Flavien Goulisserian  | DLR            | 357          | 0,85         |             |             |  |
|                | Amandine Goyon        | AÉI            | 281          | 0,67         |             |             |  |
|                | François Ly Wa Hoi    | LO             | 99           | 0,23         |             |             |  |
|                |                       |                |              |              |             |             |  |
| Inscrits       | Inscrits              | Inscrits       | 72 452       | 100,00       | 72 448      | 100,00      |  |
| Abstentions    | Abstentions           | Abstentions    | 29 726       | 41,03        | 31 038      | 42,84       |  |
| Votants        | Votants               | Votants        | 42 726       | 58,97        | 41 410      | 57,16       |  |
| Blancs et nuls | Blancs et nuls        | Blancs et nuls | 562          | 1,32         | 1 641       | 3,96        |  |
| Exprimés       | Exprimés              | Exprimés       | 42 164       | 98,68        | 39 769      | 96,04       |  |

### Élections de 2017
|                                                                                |                                                                               |                           |                           |                          |                          |
|                                                                                |                                                                               | Premier tour 11 juin 2017 | Premier tour 11 juin 2017 | Second tour 18 juin 2017 | Second tour 18 juin 2017 |
|                                                                                |                                                                               |                           |                           |                          |                          |
|                                                                                |                                                                               | Nombre                    | % des inscrits            | Nombre                   | % des inscrits           |
| Inscrits                                                                       | Inscrits                                                                      | 72 894                    | 100,00                    | 72 893                   | 100,00                   |
| Abstentions                                                                    | Abstentions                                                                   | 36 615                    | 50,23                     | 41 335                   | 56,71                    |
| Votants                                                                        | Votants                                                                       | 36 279                    | 49,77                     | 31 558                   | 43,29                    |
|                                                                                |                                                                               |                           | % des votants             |                          | % des votants            |
| Bulletins blancs                                                               | Bulletins blancs                                                              | 440                       | 1,21                      | 2 452                    | 7,77                     |
| Bulletins nuls                                                                 | Bulletins nuls                                                                | 189                       | 0,52                      | 797                      | 2,53                     |
| Suffrages exprimés                                                             | Suffrages exprimés                                                            | 35 650                    | 98,27                     | 28 309                   | 89,70                    |
|                                                                                |                                                                               |                           |                           |                          |                          |
| Candidat Étiquette politique (partis et alliances)                             | Candidat Étiquette politique (partis et alliances)                            | Voix                      | % des exprimés            | Voix                     | % des exprimés           |
|                                                                                |                                                                               |                           |                           |                          |                          |
|                                                                                | Benjamin Dirx La République en marche                                         | 13 499                    | 37,87                     | 16 219                   | 57,29                    |
|                                                                                | Jean-Patrick Courtois Les Républicains (Union des démocrates et indépendants) | 7 898                     | 22,15                     | 12 090                   | 42,71                    |
|                                                                                | Nicole Caboche Front national                                                 | 3 480                     | 9,76                      |                          |                          |
|                                                                                | Patricia Baci La France insoumise                                             | 3 418                     | 9,59                      |                          |                          |
|                                                                                | Catherine N'diaye Parti socialiste                                            | 2 022                     | 5,67                      |                          |                          |
|                                                                                | Claire Mallard Europe Écologie Les Verts                                      | 1 458                     | 4,09                      |                          |                          |
|                                                                                | Gérard Voisin Les Républicains diss.                                          | 1 271                     | 3,57                      |                          |                          |
|                                                                                | Armand Roy Debout la France                                                   | 816                       | 2,29                      |                          |                          |
|                                                                                | Céline Vinauger Parti communiste français                                     | 680                       | 1,91                      |                          |                          |
|                                                                                | Jean Lapalus Alliance écologiste indépendante                                 | 433                       | 1,21                      |                          |                          |
|                                                                                | Corinne Mossire-Langlassé Souveraineté, identité et libertés                  | 207                       | 0,58                      |                          |                          |
|                                                                                | Carole Bosy Union populaire républicaine                                      | 168                       | 0,47                      |                          |                          |
|                                                                                | Khoudir-Dawid El Habchi La France qui ose                                     | 163                       | 0,46                      |                          |                          |
|                                                                                | Odile Koller Lutte ouvrière                                                   | 137                       | 0,38                      |                          |                          |
| Source : Ministère de l'Intérieur - Première circonscription de Saône-et-Loire |                                                                               |                           |                           |                          |                          |

### Élections de 2022
| Résultats des élections législatives des 12 et 19 juin 2022 de la 1re circonscription de Saône-et-Loire |                          |                          |                          |              |              |             |             |
| Candidat                                                                                                | Candidat                 | Parti et coalition       | Nuance                   | Premier tour | Premier tour | Second tour | Second tour |
| Candidat                                                                                                | Candidat                 | Parti et coalition       | Nuance                   | Voix         | %            | Voix        | %           |
| | Benjamin Dirx            | LREM (ENS)               | ENS                      | 13 041       | 36,07        | 18 349      | 57,25       |
| | Patrick Monin            | EÉLV (NUPES)             | NUP                      | 9 965        | 27,57        | 13 702      | 42,75       |
| | Aurélien Dutremble       | RN                       | RN                       | 6 909        | 19,11        |             |             |
| | Christophe Juvanon       | LR (UDC)                 | LR                       | 2 615        | 7,23         |             |             |
| | Myriam Bize              | REC                      | REC                      | 1 694        | 4,69         |             |             |
| | Armand Roy               | DLF (UPF)                | DSV                      | 747          | 2,07         |             |             |
| | Manuel Launoy            | LMR                      | DVD                      | 623          | 1,72         |             |             |
| | Odaile Koller            | LO                       | DXG                      | 415          | 1,15         |             |             |
| | Philippe Vaucher         | LPF                      | DSV                      | 141          | 0,39         |             |             |
| Votes valides                                                                                           | Votes valides            | Votes valides            | Votes valides            | 36 150       | 97,85        | 32 051      | 92,06       |
| Votes blancs                                                                                            | Votes blancs             | Votes blancs             | Votes blancs             | 572          | 1,55         | 2 016       | 5,79        |
| Votes nuls                                                                                              | Votes nuls               | Votes nuls               | Votes nuls               | 222          | 0,60         | 748         | 2,15        |
| Total                                                                                                   | Total                    | Total                    | Total                    | 36 944       | 100          | 34 815      | 100         |
| Abstention                                                                                              | Abstention               | Abstention               | Abstention               | 37 625       | 50,46        | 39 756      | 53,31       |
| Inscrits / participation                                                                                | Inscrits / participation | Inscrits / participation | Inscrits / participation | 74 569       | 49,54        | 74 571      | 46,69       |

### Elections de 2024
| Candidat                                                  | Candidat                   | Parti          | Premier tour | Premier tour | Second tour | Second tour |  |
| Candidat                                                  | Candidat                   | Parti          | Voix         | %            | Voix        | %           |  |
| --------------------------------------------------------- | -------------------------- | -------------- | ------------ | ------------ | ----------- | ----------- |  |
|                                                           | Rachel Drevet (d)          | RN             | 17 602       | 34,65        | 19 636      | 39,44       |  |
|                                                           | Benjamin Dirx sortant      | RE (ENS)       | 15 546       | 30,60        | 30 145      | 60,56       |  |
|                                                           | Jean-Luc Delpeuch          | EÉLV (NFP)     | 14 017       | 27,59        | retrait     |             |  |
|                                                           | Jean-Philippe Belville (d) | LR             | 2 368        | 4,66         |             |             |  |
|                                                           | Armand Roy (d)             | DLF            | 836          | 1,65         |             |             |  |
|                                                           | Christophe Springaux (d)   | LO             | 429          | 0,84         |             |             |  |
|                                                           |                            |                |              |              |             |             |  |
| Inscrits                                                  | Inscrits                   | Inscrits       | 75 260       | 100,00       | 75 273      | 100,00      |  |
| Abstentions                                               | Abstentions                | Abstentions    | 23 084       | 30,67        | 22 862      | 30,37       |  |
| Votants                                                   | Votants                    | Votants        | 52 176       | 69,33        | 52 411      | 69,63       |  |
| Blancs et nuls                                            | Blancs et nuls             | Blancs et nuls | 1 378        | 2,64         | 2 630       | 5,02        |  |
| Exprimés                                                  | Exprimés                   | Exprimés       | 50 798       | 97,36        | 49 781      | 94,98       |  |
| Source : Législatives 2024 - 1ère circonscription (7101). |                            |                |              |              |             |             |  |

#### Département de Saône-et-Loire
- La fiche de l'INSEE de cette circonscription : « Tableaux et Analyses de la première circonscription de Saône-et-Loire », sur insee.fr, site de l'Institut national de la statistique et des études économiques (consulté le 10 juin 2007) [PDF]
- « Tous les députés du département de Saône-et-Loire depuis 1789 », sur assemblee-nationale.fr, site de l'Assemblée nationale française (consulté le 10 juin 2007)
- « Informations contentieuses sur le département de Saône-et-Loire (Élections législatives de 2002) »(Archive.org • Wikiwix • Archive.is • Google • Que faire ?), sur conseil-constitutionnel.fr, site du Conseil constitutionnel (consulté le 13 juin 2007)

#### Circonscriptions en France
- « Carte des circonscriptions législatives en France », sur assemblee-nationale.fr, site de l'Assemblée nationale française (consulté le 20 juin 2007)
- « Résultats électoraux officiels en France »(Archive.org • Wikiwix • Archive.is • Google • Que faire ?), sur interieur.gouv.fr, site du ministère de l'Intérieur (France) (consulté le 13 juin 2007)
- Description et Atlas des circonscriptions électorales de France sur http://www.atlaspol.com, Atlaspol, site de cartographie géopolitique, consulté le 13 juin 2007.